# J. Warren Kerrigan
J. Warren Kerrigan (25 de julho de 1879 – 9 de junho de 1947) foi um diretor, escritor e ator norte-americano. Ele estrelou em mais de 300 filmes até 1924.

## Biografia
J. Warren Kerrigan foi um dos mais populares atores do cinema norte-americano na época dos filmes mudos. Nascido em New Albany, Indiana, de uma família rica, Kerrigan teve uma paixão pelo teatro desde jovem. Ele começou no palco em 1897 e rapidamente se estabeleceu como um dos melhores atores de teatro. Durante uma turnê em Chicago, tornou-se membro da trupe na Essanay Studios. Logo em 1910, ele obteve pequenos papéis na casa de produção. Em 1911, ele juntou-se a American Film Company e atuou em vários filmes, dirigidos por Allan Dwan.
Graças ao apoio de Carl Laemmle, Kerrigan passou a atuar para a Universal em 1913. Em 1923, James Cruze lhe concedeu o papel principal no filme The Covered Wagon. Ele estrelou o filme Captain Blood, que foi o seu último papel no cinema em 1924.

## Vida pessoal e morte
Kerrigan era homossexual. Nunca casou e viveu com seu amante, James Vincent, durante quase quarenta anos.
J. Warren Kerrigan morreu em 1947 na Balboa Island, Califórnia, devido a uma pneumonia. Tinha 67 anos. Ele foi enterrado no Forest Lawn Memorial Park em Los Angeles.

## Filmografia selecionada

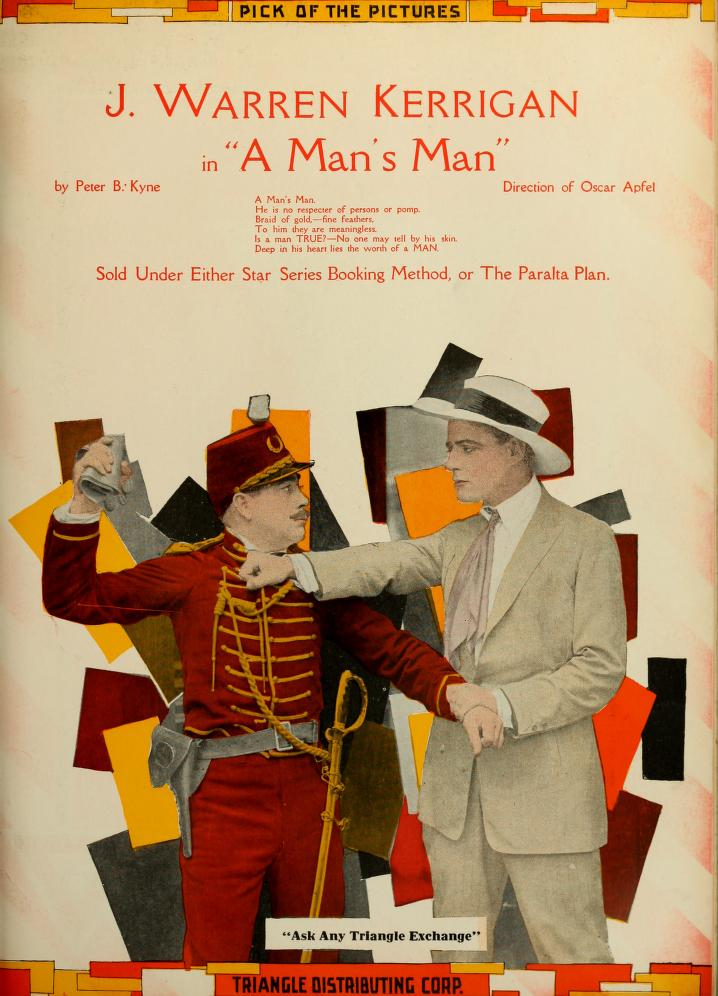
A Man's Man (1917)

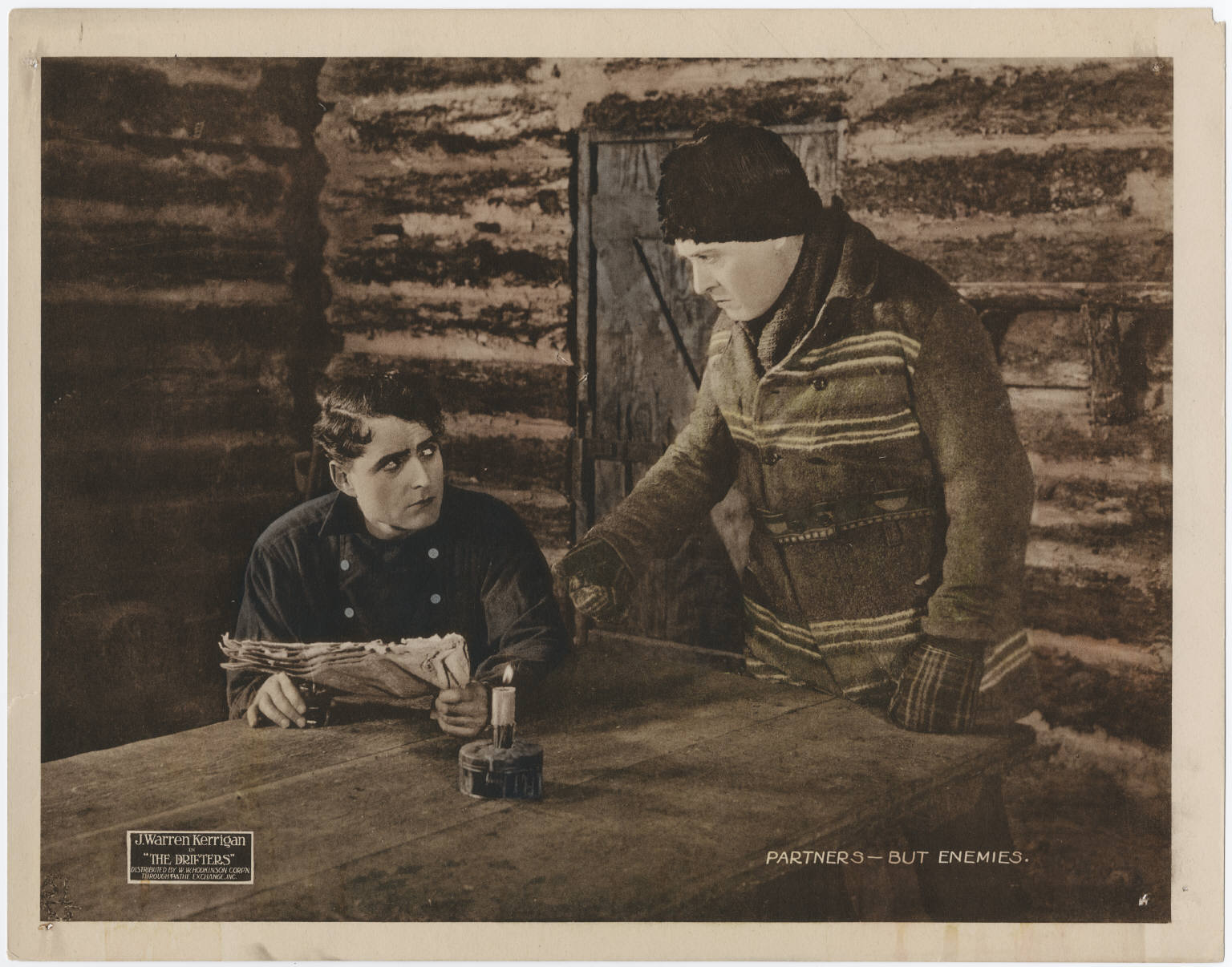
J. Warren Kerrigan em The Drifters, 1919

| Ano  | Filme                       | Papel               |
| ---- | --------------------------- | ------------------- |
| 1913 | Calamity Anne's Inheritance | O agente            |
| 1913 | Calamity Anne's Vanity      |                     |
| 1913 | Calamity Anne's Beauty      |                     |
| 1913 | Woman's Honor               |                     |
| 1913 | Her Big Story               |                     |
| 1913 | Quicksands                  |                     |
| 1913 | Truth in the Wilderness     |                     |
| 1913 | For the Flag                |                     |
| 1913 | For the Crown               |                     |
| 1913 | Calamity Anne, Heroine      |                     |
| 1913 | The Restless Spirit         |                     |
| 1913 | The Girl and the Greaser    |                     |
| 1913 | The Tale of the Ticker      |                     |
| 1913 | Back to Life                | Vítima do destino   |
| 1913 | Rory o' the Bogs            |                     |
| 1914 | Samson                      | Sansão              |
| 1915 | The Stool Pigeon            | Walter Jason        |
| 1915 | For Cash                    | Arthen Owen         |
| 1915 | The Oyster Dredger          | Jack                |
| 1919 | Come Again Smith            | Joe Smith           |
| 1923 | The Covered Wagon           | Will Banion         |
| 1923 | Hollywood                   | Ele mesmo           |
| 1924 | Captain Blood               | Capitão Peter Blood |